# Rhabdochaeta lutescens
Rhabdochaeta lutescens är en tvåvingeart som först beskrevs av Mario Bezzi 1924.  Rhabdochaeta lutescens ingår i släktet Rhabdochaeta och familjen borrflugor. Inga underarter finns listade i Catalogue of Life.